# Frente Amplio Venezuela Libre
El Frente Amplio Venezuela Libre (FAVL) es una organización política venezolana, creada el 8 de marzo de 2018 por parte de la coalición opositora al chavismo, Mesa de la Unidad Democrática. El FAVL es responsable de convocar gran parte de las protestas en contra del gobierno chavista dentro y fuera del país. Los principales objetivos del Frente se basan en la «protesta pacífica y no violenta», así como buscar una ambiente propicio para una eventual transición y el cumplimiento de la Constitución de 1999.

## Historia
El 8 de marzo de 2018, representantes de la sociedad civil, el Parlamento, los gremios, los sindicatos, así como voceros y rectores de las universidades, la Iglesia católica, la Iglesia evangélica, las ONG, el Movimiento estudiantil, el chavismo disidente y partidos políticos de la MUD y la oposición independiente, conformaron el Frente Amplio Venezuela Libre, y se reunieron de manera inaugural en el Aula Magna de la UCV, para convocar a elecciones libres. Denunciaron el adelanto de la Asamblea Nacional Constituyente de las elecciones, exigieron elecciones libres, y llamaron a reunirse por una sola causa que es «salir del régimen venezolano». Entre las peticiones se encontraban llegar a una transición pacífica y convocar elecciones en enero de 2019. El presidente de la APUCV (Asociación de Profesores de la Universidad Central de Venezuela), Víctor Márquez, anunció acciones que iba a tomar el Frente Amplio en los siguientes días, entre las que se encontraban: movilización hacia la sede de la ONU, el desconocimiento a la Asamblea Nacional Constituyente de Venezuela y la elección que convoca, el reconocimiento a la Asamblea Nacional y el rechazo al revocatorio o «autogolpe» de esta. El padre José Virtuoso afirmó como representante de la Iglesia católica que «es necesario sumar esfuerzos para superar la dramática situación que atraviesa Venezuela».
A partir de la crisis presidencial, que inició el 10 de enero de 2019, entre el presidente de la Asamblea Nacional, Juan Guaidó, reconocido por más de 50 países como presidente de Venezuela, y Nicolás Maduro, ratificado por el Tribunal Supremo de Justicia (TSJ) como presidente del país para el período 2019-2025, siendo éste su segundo término, el Frente Amplio Venezuela Libre convocó gran parte de las protestas a nivel municipal, regional, nacional e internacional.

## Manifiesto
El 26 de noviembre de 2018, en el Aula Magna de la Universidad Central de Venezuela, se llevó a cabo el Congreso Nacional Venezuela Libre, con la intención de comunicar las conclusiones y propuestas resultantes de los 24 Congresos Regionales que se realizaron durante el mes de noviembre en todos los estados. En el Congreso, se presentó el manifiesto del FAVL, basado en la construcción de un ambiente de «Unidad Superior», incluyendo como puntos principales el rechazo a la reelección de Nicolás Maduro, por desconocer los resultados de la elección del 20 de mayo de 2018, y el inicio de una transición política dentro del país. El manifiesto incluyó 10 puntos principales:
1. Atención de la emergencia humanitaria compleja en materia de salud y alimentación, con énfasis en nuestra población más vulnerable.
2. Cambio del modelo político, económico y social.[19]
3. Atención inmediata a la crisis económica. Detener la hemorragia causada por la hiperinflación y recuperar el poder adquisitivo de la población.
4. Recuperación de los servicios públicos para hacerlos eficientes y sostenibles.[19]
5. Reestructuración de las instituciones y lucha frontal contra la corrupción, que incluya la recuperación de activos provenientes de ella.
6. Respeto a los derechos laborales, a fin de garantizar el acceso de todos al trabajo, a un salario digno y a la posibilidad de crecer económica y socialmente en progreso y en paz.[19]
7. Reforma integral del sistema de seguridad ciudadana, que incluya no sólo la reducción drástica de los índices de criminalidad que desangran a nuestro pueblo sino también la recuperación de territorios tomados por grupos irregulares, y respeto de los Derechos humanos de todos por igual.
8. Compromiso pleno con la educación masiva y de calidad de los venezolanos, para que sin importar lugar de nacimiento o situación social, todos tengamos la posibilidad de desarrollar nuestro potencial como seres humanos.[19]
9. Compromiso con el restablecimiento de la dignidad de nuestra Fuerza Armada Nacional, con la mejora en las condiciones de vida y de servicio de sus integrantes, todo lo cual pasa por el respeto estricto a su naturaleza y funciones, descritos de manera clara en el artículo 328 de nuestra Constitución Nacional.[19]
10. Reconciliación nacional y justicia, y desmontaje del lenguaje y prácticas de odio que dividen y explotan a los venezolanos.[19]

## Partidos integrantes
Al igual que la predecedora Mesa de la Unidad Democrática está integrado por:
| Partido político                                            | Siglas  | Fundación | Definición política                     | Posición        | Afiliación internacional | Web                                                  |
| ----------------------------------------------------------- | ------- | --------- | --------------------------------------- | --------------- | ------------------------ | ---------------------------------------------------- |
| Cuentas Claras                                              | CC      | 2008      | Progresismo                             | Centroizquierda |                          |                                                      |
| Fuerza Liberal                                              | FL      | 2003      | Socioliberalismo                        | Centroderecha   |                          |                                                      |
| Movimiento Izquierda Democrática                            | MID     |           | Socialismo democrático                  | Centroizquierda |                          |                                                      |
| Movimiento Progresista de Venezuela                         | MPV     | 2012      | Socialismo democrático                  | Centroizquierda |                          |                                                      |
| Movimiento Venezuela Responsable, Emprendedora y Sostenible | MOVERSE | 2012      | Ambientalismo                           | Centroizquierda |                          |                                                      |
| Primero Justicia                                            | PJ      | 2000      | Humanismo/Progresismo                   | Centro          |                          |                                                      |
| Progreso Social                                             | PRG     | 2012      | Progresismo                             | Centroizquierda |                          |                                                      |
| Proyecto Venezuela                                          | PRVZL   | 1998      | Democracia cristiana                    | Centroderecha   | UID, UPLA                |                                                      |
| Un Nuevo Tiempo                                             | UNT     | 1999      | Socialdemocracia/Socialismo democrático | Centroizquierda | Internacional Socialista | Archivado el 29 de julio de 2020 en Wayback Machine. |
| Unidos para Venezuela                                       | UNPARVE | 2008      | Pluralismo                              | Centroizquierda |                          |                                                      |
| Voluntad Popular                                            | VP      | 2009      | Socialdemocracia/Progresismo            | Centroizquierda |                          |                                                      |

- Acción Democrática, COPEI, La Causa R, etc. (también pertenece a la misma organización)